# Claus Baden
Claus Baden ( 1952 - 1999) fue un botánico y taxónomo danés.
Se especializó en taxonomía teórica y en evolución, filogenia y sistemática de las monocotiledóneas especialmente Orchidaceae. Realizó estudios morfológicos y anatómicos en combinación con análisis cladístico a fin de dilucidar historias evolucionarias.

## Algunas publicaciones

### Libros
- 1998. Taxonomy and phylogeny in some perennial genera of the Triticeae. Volumen 125 de Acta Universitatis Agriculturae Sueciae: Agraria. Ed. Swedish University of Agricultural Sci. 56 pp. ISBN 9157654603
- claus Baden, signe Frederiksen, ole Seberg. 1997. A taxonomic revision of the genus Hystrix (Triticeae, Poaceae). 20 pp.
- 1996. A taxonomic revision of the genus Hystrix Moench. 25 pp.
- 1992. A taxonomic revision of Hordeum sect. Critesion (Raf.) Nevski: list of specimens studied. Ed. Royal Veterinary and Agricultural University. 38 pp.
- 1990. Plantesystematik: stængelplanternes taxonomi. Ed. DSR Forlag. 114 pp.
- 1987. Biosystematic studies in the Nepeta sibthorpii group (Lamiaceae) in Greece. Nº 93 de Opera botanica. Ed. Council for Nordic Publications in Botany. 54 pp. ISBN 8788702227

- La abreviatura «Baden» se emplea para indicar a Claus Baden como autoridad en la descripción y clasificación científica de los vegetales.[1]